# Ред Булл (хокейний клуб, Зальцбург)
«Ред Булл» (нім. EC Red Bull Salzburg) — хокейний клуб із Зальцбурга, Австрія. Заснований у 1995 році. Виступає в Австрійській хокейній лізі. Домашні матчі приймає на «Ейсарені Зальцбург», місткістю 3 200 глядачів.

## Досягнення
Чемпіон Австрії (12): 2007, 2008, 2010, 2011, 2014, 2015, 2016, 2018, 2022, 2023, 2024, 2025.
Континентальний кубок (1): 2011.